# Estadio Radnik
El Estadio Radnik (en croata: Stadion Radnik o Gradski stadion Velika Gorica o bien Stadion ŠRC Velika Gorica) es un estadio multipropósito pero usado principalmente para el fútbol en Velika Gorica, Croacia. Sirve como estadio sede para el club de fútbol HNK Gorica . El estadio tiene una capacidad de 8000 personas.
El estadio fue construido a fines de 1987 para la Universiada de Verano, que se celebró en la cercana capital croata de Zagreb. Desde entonces se ha renovado dos veces, en 1999 para los Juegos Mundiales Militares, celebrados en Zagreb y en el 2010 para cumplir con los requisitos de la Druga HNL, la liga croata de segundo nivel.